# Relaciones entre Kenia y Rusia
Las relaciones entre Kenia y Rusia (suajili: Uhusiano wa Kenia-Urusi) (en ruso: Российско-кенийские отношения) son las relaciones bilaterales entre Kenia y Rusia. Rusia había establecido relaciones diplomáticas con Kenia el 14 de diciembre de 1963 y desde entonces ha mantenido buenas relaciones con el país africano de los Grandes Lagos.

## Visión general
Durante la Guerra Fría, Kenia formó parte del movimiento No alineado y, por lo tanto, mantuvo buenas relaciones con la Unión Soviética. La Unión Soviética incluso ofreció a los kenianos becas para estudiar en el país.

## Visitas
En octubre de 2019, el presidente Uhuru Kenyatta realizó una visita a Rusia y asistió a la Cumbre Rusia África en Sochi. Kenia y Rusia acordaron formar un consejo empresarial que supervisaría los programas conjuntos de comercio e inversión.
En noviembre de 2010, el ministro de Relaciones Exteriores de Rusia, Sergey Lavrov, visitó Nairobi. Tuvo una conversación con el presidente de Kenia, Mwai Kibaki, y con el ministro de Relaciones Exteriores en funciones, George Saitoti. Lavrov fue el primer ministro de Asuntos Exteriores de Rusia en visitar Kenia.

## Cooperación bilaterales
Kenia es visitada anualmente por unos 10.000 turistas rusos. Para fortalecer el acuerdo de cooperación entre Rusia y Kenia en el campo del turismo, Najib Balala, Ministro de Turismo de Kenia, visitó Moscú en marzo de 2011 para participar en la Exposición Internacional de Turismo.

### Transporte
En noviembre de 2009, la delegación de Kenia encabezada por el ministro de Transporte, Chirau Ali Mwakwere, participó en la Primera Conferencia Ministerial Mundial sobre Seguridad Vial en Moscú.
En 2010 JSC "Aeroflot - Russian Airlines" y "acuerdo comercial de Kenya Airways sobre la operación conjunta de la ruta Moscú - Dubai - Nairobi, y Aeroflot estaba programado para realizar el transporte de pasajeros y carga en la ruta Moscú - Nairobi - Moscú".

### Educación
En 2008, el gobierno ruso y las empresas privadas han capacitado a aproximadamente 200 personas. Además, Rusia otorga anualmente a Kenia 30 becas del presupuesto federal. El número se redujo a 26 en 2010, debido a dificultades organizativas con la parte keniana.

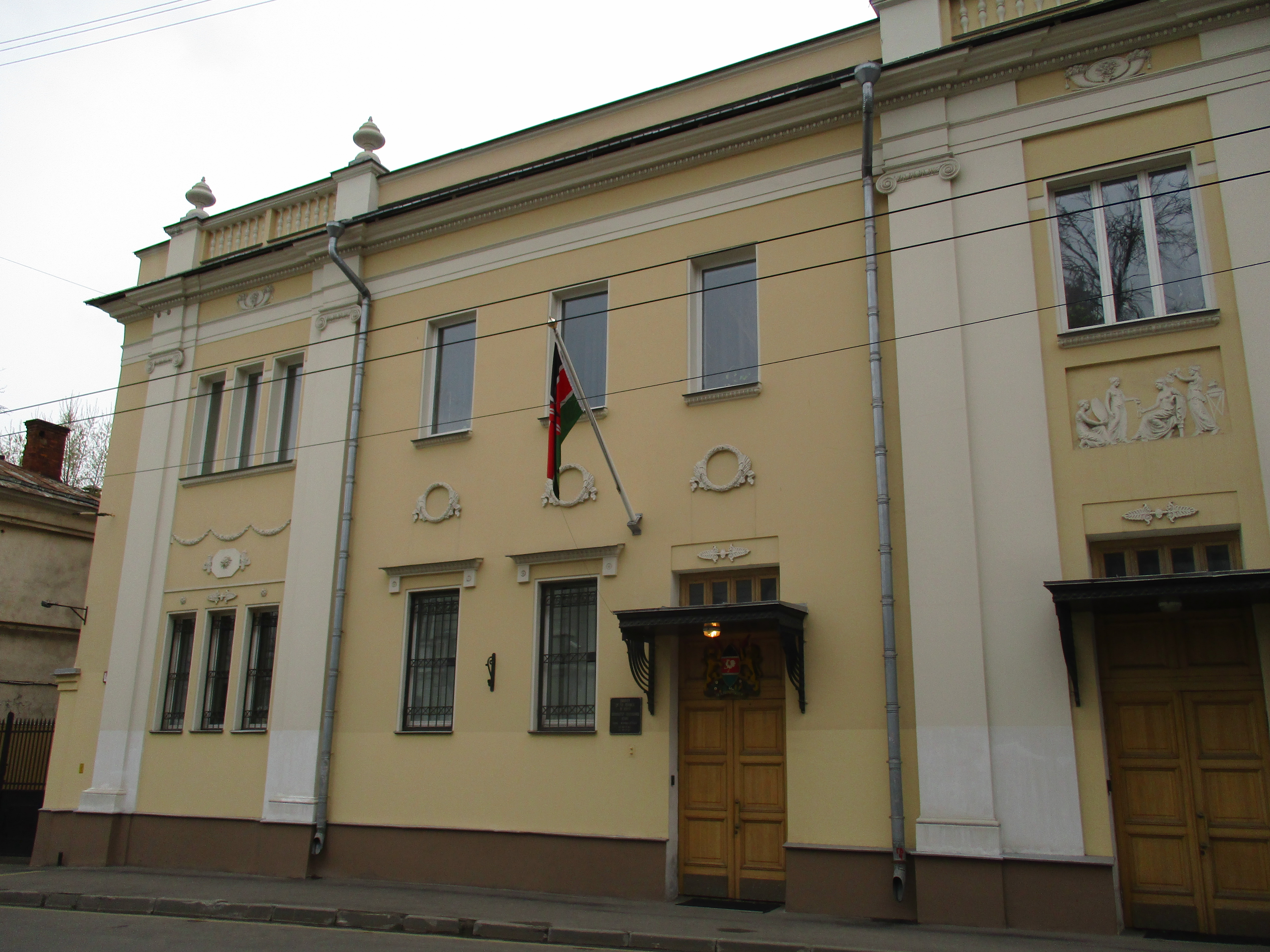
Embajada de Kenia en Moscú

## Misiones diplomáticas residentes
- Kenia tiene una embajada en Moscú.
- Rusia tiene una embajada en Nairobi.